# Honoré Théodoric d'Albert de Luynes
Honoré Théodoric Paul Joseph d'Albert, hertig av Luynes, född den 15 december 1802 i Paris, död där den 14 december 1867, var en fransk arkeolog och numismatiker, artist och tekniker (förbättrade ståltillverkningen), sonsons sonson till Charles Philippe d'Albert de Luynes.
de Luynes blev 1830 medlem av Franska institutet, satt 1848 i konstituerande församlingen, 1849 i den lagstiftande och hölls efter Louis Napoléons statskupp (2 december 1851) någon tid fängslad.
de Luynes var en rik grandseigneur med öppen hand för allt, som föll inom hans intressesfär. Den ryktbara Esmuna-zar-sarkofagen från Sidon i Louvren är en gåva av de Luynes. 
Bland hans arbeten märks Métaponte (1833), Description de quelques vases peints (1840) och Essai sur la numismatique des Satrapies et de la Phénicie (1846). Ur hans kvarlåtenskap offentliggjordes Voyage d'exploration à la Mer morte (1871-75), beskrivningar av den av honom ledda och bekostade expeditionen av franska vetenskapsmän till Heliga landet.